# Sieć kolejowa

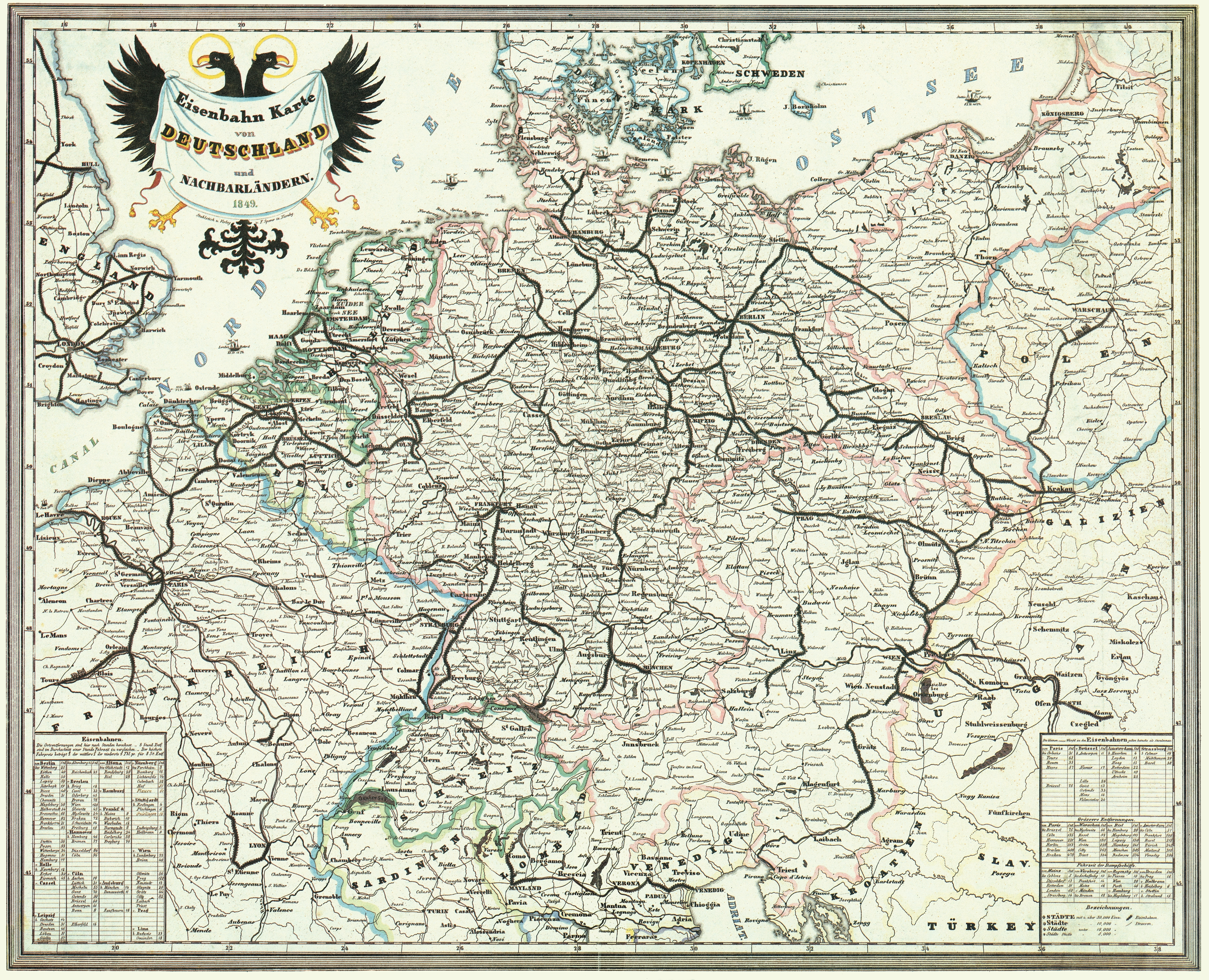
Mapa sieci kolejowych

Sieć kolejowa – układ połączonych ze sobą linii kolejowych, stacji i terminali kolejowych oraz wszystkich rodzajów stałego wyposażenia niezbędnego do zapewnienia bezpiecznej i ciągłej eksploatacji systemu kolei, będący własnością zarządcy infrastruktury lub zarządzanych przez zarządcę infrastruktury.
Sieć kolejowa obejmuje infrastrukturę i wyposażenie umożliwiające zintegrowanie usług kolejowych, drogowych oraz, w zależności od przypadku, lotniczych i morskich.
Sieć kolejowa składa się z linii kolejowych funkcjonujących na obszarze danego państwa.